# Filaríase linfática
Filaríase linfática é uma doença humana causada por vermes parasitas denominados filárias transmitidos pela picada de mosquitos. Na maior parte dos casos não se manifestam sintomas. No entanto, algumas pessoas desenvolvem uma síndrome denominada elefantíase, caracterizada por tumefação significativa dos braços, pernas, mamas ou órgãos genitais. Em alguns casos, a pele torna-se mais espessa e a condição pode ser acompanhada de dor. As alterações no corpo têm o potencial de prejudicar a situação social e económica do portador. É uma das quatro principais infeções causadas por vermes.
Os parasitas são transmitidos pela picada de mosquitos infetados. São conhecidos três tipos de vermes que causam a doença: Wuchereria bancrofti, Brugia malayi e Brugia timori, sendo a Wuchereria bancrofti o mais comum. Estes vermes atacam o sistema linfático. A doença é diagnosticada através do exame microscópico de uma amostra de sangue recolhida durante a noite. O sangue é geralmente examinado numa lamela com coloração de Giemsa. O diagnóstico pode ainda ser complementado com deteção no sangue de anticorpos contra a doença. Outros parasitas da mesma família são causadores de oncocercose.
Entre as medidas de prevenção está a desparasitação preventiva em massa da população das regiões onde a doença existe. A desparasitação é feita anualmente durante cerca de seis anos, com o objetivo de erradicar completamente a doença desse grupo populacional. Estão também recomendadas medidas para prevenir a picada dos mosquitos, incluindo medidas para diminuir o número de mosquitos e a utilização de redes mosquiteiras. O tratamento consiste na administração de medicamentos antiparasitários como o albendazol com ivermectina, ou albendazol com dietilcarbamazina. Embora os medicamentos não matem os vermes adultos, impedem que a doença progrida até que os vermes morram por si mesmos.
Em 2015, cerca de 38,5 milhões de pessoas encontravam-se infetadas com os parasitas. Atualmente estão em risco cerca de 950 milhões de pessoas em 54 países. A doença é mais comum na Ásia e nas regiões tropicais de África. A filaríase linfática está classificada como doença tropical negligenciada. A doença causa milhares de milhões de dólares de prejuízos por ano.

## Sinais e sintomas
A sintomatologia da FL depende de uma variedade de fatores, como o agente etiológico e sua fase de desenvolvimento, o período e forma da infecção ou doença. Por conta disso, o quadro clínico varia desde pacientes assintomáticos até a exposição de manifestações graves.
Por conseguinte, os principais sinais apresentados na FL são a hidrocele, a elefantíase e a adenolinfangite. A hidrocele é o sinal mais comum e se desenvolve na ausência de reações inflamatórias prévia, consistindo no acúmulo de líquido seroso na túnica vaginal. Por conta disso, pode haver aumento da bolsa escrotal, além do espessamento e da calcificação da túnica vaginal. Enquanto isso, a elefantíase é definida como o edema, geralmente, nos membros inferiores, especialmente na perna, por conta da obstrução dos vasos linfáticos. Essa manifestação é estimulada pela infecção secundária por bactérias e fungos. A aparência típica da elefantíase baseia-se no aumento exagerado do volume do órgão e queratinização e rugosidade da pele. Por fim, a adenolinfangite é caracterizada por um quadro de febre alta, linfadenite, linfangite e edema local transitório.

## Fisiopatologia
O comprometimento do sistema linfático pela filariose é insidioso, e somente após os parasitas adultos colonizarem as vias e causarem reações inflamatórias em um estágio avançado de microfilaremia, que o indivíduo apresentará manifestações clínicas. O mecanismo fisiopatológico da FL é a estase linfática associada à obstrução do sistema linfático, por granulomas e calcificação dos vermes. A produção de granulomas é resultado da resposta inflamatória nos vasos gerada pela invasão de vermes adultos aos gânglios, gerando tecido cicatricial.
A inflamação e dilatação dos vasos linfáticos (linfangites) formam varizes e a inflamação dos linfonodos os torna hipertrofiados e muito sensíveis ou até mesmo dolorosos (adenite) e podem evoluir para a formação de abcessos, principalmente para região inguinal. Tais linfangites e adenites são processos localizados e não apresentam repercussões sistêmicas, dificilmente causam um linfedema agudo ou crônico e, quando este ocorre, é reversível.
A etiologia da filariose crônica e de suas manifestações sistêmicas é a infecção bacteriana secundária e repetitiva, a qual o indivíduo com a circulação linfática fica suscetível, provocando o linfedema crônico, inicialmente reversível, e a reação do sistema imune adaptativo e a fibrose progressiva evoluem até a elefantíase, que é o espessamento e endurecimento massivos da pele dos membros e/ou escroto acometidos, irreversível.
O edema constitui-se então pelo acúmulo da linfa, pois a obstrução dos vasos linfáticos gerou a estase e acúmulo local desse líquido. Quando essa obstrução crônica à drenagem linfática ocorre em territórios vizinhos a cavidades serosas (pleura, peritônio e, principalmente túnica vaginal do testículo) o líquido intersticial extravasa dos vasos para o respectivo espaço seroso, configurando um derrame linfático. Esse sinal é conhecido como linfocele ou, quando na túnica vaginal, de hidrocele. Caso o derramamento linfático ocorra nas vias urinárias é chamado de quiluria.

## Diagnóstico
Durante o período pré-patente, onde o paciente se encontra entre a penetração do agente etiológico e o aparecimento das primeiras formas detectáveis do agente etiológico, o diagnóstico se baseia na anamnese relacionada aos dados epidemiológicos principalmente, devido à possibilidade de infecção em áreas endêmicas, do uso de drogas injetáveis e de outros agentes químicos que possam causar linfangites, e no quadro clínico. As microfilárias podem ser encontradas no sangue ou em outros fluidos corporais. Durante o exame físico, deve-se rastrear linfonodomegalias, dolorosas ou não, além de outros achados inflamatórios no trajeto do sistema linfático.

A coleta do sangue deve ser feita de acordo com a periodicidade do parasito, normalmente entre às 10 da noite até às 4 da manhã. Ademais, possui quatro técnicas de busca de microfilárias: 1) Exame de sangue em câmara de contagem (possui dificuldade em identificação, contudo é o mais acessível); 2) Métodos de concentração por filtragem do sangue em membrana de policarbonato de nucleopore ou de milipore; 3) Pesquisa ao microscópio em gota espessa de sangue colhido da polpa digital, fixado e corado com Giemsa; 4) Pesquisa pelo método Knott. A detecção de microfilárias é pouco documentada, mas exame de esfregaço sanguíneo corado é o melhor método de diagnóstico.